# Gino Rossetti
Gino Rossetti (født 7. november 1904 i La Spezia, død 16. maj 1992 smst.) var en italiensk fodboldspiller, som deltog i de olympiske lege 1928 i Amsterdam.
Gino Rossetti, der var midtbanespiller, spillede for Spezia Calcio 1921-1926, derpå for Torino F.C. 1926-1933, inden han sluttede den aktive karriere i SSC Napoli 1933-1937. Især perioden i Torino var succesfuld for ham. Her scorede han 134 mål i 201 kampe og var med til at sikre klubben det italienske mesterskab i 1927 og 1928. Han har desuden rekorden for flest mål i en Serie A-sæson, da han scorede 36 mål i 1928-29, en rekord, der først er blevet matchet i 2015-2016 af Gonzalo Higuain og senere Ciro Immobile i 2019-2020.
Han spillede tretten landskampe og scorede ni mål for Italien. Han debuterede i 1927 og spillede blandt andet et par kampe i den mellemeuropæiske internationale turnering, inden han spillede sin sidste landskamp i 1929.
Rossetti var også med i truppen ved OL 1928 og spillede her holdets første to kampe mod henholdsvis Frankrig (sejr på 4-3) samt Spanien (uafgjort 1-1). Italien vandt omkampen tre dage senere med 7-1, men tabte i semifinalen mod Uruguay med 2-3. I bronzekampen mødte de Egypten, som de besejrede 11-3 og vandt dermed bronze. Uruguay vandt finalen efter sejr over Argentina.
Efter afslutningen af den aktive karriere blev Rossetti træner for forskellige klubber i perioden 1938-1952.